# والاس كروسلي
والاس كروسلي (بالإنجليزية: Wallace Crossley)‏ هو ناشر وسياسي أمريكي، ولد في 4 أكتوبر 1874، وتوفي في 13 ديسمبر 1943. انتخب عضو مجلس ولاية ميزوري وانتخب عضو مجلس نواب ولاية ميسوري.